# МС-400
МС-400 — український турбореактивний двоконтурний авіаційний двигун (ТРД), розроблений Запорізьким машинобудівним конструкторським бюро «Прогрес», що застосовується для дозвукових безпілотних літальних апаратів (БПЛА).

## Технічний опис[2]
Злітний режим (Н=0, М=0, МСА):
- тяга: 0.4 (3.92) тс (кН)
- питома витрата палива: не більше: 0.8 кг/кгс∙год

Розміри:
- Діаметр по мотогондолі: 315 мм
- Довжина: 846 мм
- Суха маса: 85 кг

Основні переваги
- висока надійність
- висока паливна економічність
- низька питома маса
- тривалий термін зберігання та експлуатації у складі об’єкта при мінімальному обсязі робіт з технічного обслуговування
- надійний швидкий запуск у широкому діапазоні зовнішніх умов експлуатації, а також висот та швидкостей польоту
- стійкість до нерівномірності за тиском та температурою повітряного потоку на вході у двигун
- здатність довільно виходити з помпажу
- компактна проста одновальна конструкція
- вбудований електрогенератор, що забезпечує живлення систем літального апарата
- електронно-гідравлічна система автоматичного управління, що не потребує регулювань під час зберігання та експлуатації
- можливість відбору повітря на потреби літального апарата

## Застосування
На основі МС-400 Київське конструкторське бюро «Луч» розробило українську дозвукову крилату ракету з можливістю застосування за будь-яких погодних умов — Р-360 «Нептун», із дальністю до 300 кілометрів.
МС-400 також вивчається для розробки сімейства крилатих ракет В'єтнаму VCM-01.

## Подальший розвиток
У 2020 році було оголошено про роботи по створенню двигуна МС-430, що є модифікацією двигуна МС-400 зі збільшеною до 430 кг максимальної тягою, а також двигуна нового покоління МС‑450 з тягою 398 кгс з суттєво поліпшеними масово-габаритними характеристиками.